# Resident Alien (série télévisée)
Pour les articles homonymes, voir Resident Alien (homonymie).
Resident Alien est une série télévisée de science-fiction américaine, créée par Chris Sheridan et diffusée depuis le 27 janvier 2021 sur Syfy et en simultané sur CTV Sci-Fi Channel au Canada. Il s'agit de l'adaptation du comic du même titre (en) de Peter Hogan (en) et Steve Parkhouse.

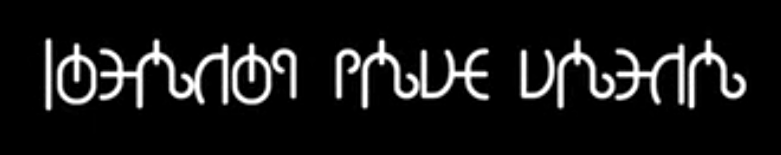
La phrase "quatre mois avant" en langage extraterrestre supposé, visible dans le premier épisode, est en fait de l'esperanto (antau kvar monatoj) en écriture spéculaire ornementée.

En France, elle est diffusée depuis le 25 février 2021 sur Syfy, en Suisse depuis le 30 juin 2021 sur RTS Un et Netflix. En Belgique, elle est diffusée sur Netflix depuis 2024. Néanmoins, la série reste inédite dans les autres pays francophones.

## Synopsis
Après le crash de son vaisseau spatial sur Terre, un extraterrestre (Alan Tudyk) prend l'apparence du médecin de Patience, petite ville fictive du Colorado. Sous cet aspect humain, il recherche les débris de son vaisseau et le dispositif destiné à éradiquer l'humanité. Au fur et à mesure de ses rencontres, il ressent de plus en plus les émotions humaines et hésite à accomplir sa mission initiale.

## Distribution

### Acteurs principaux
- Alan Tudyk (VF : Stéphane Roux (en)) : le capitaine Hah Re / Dr Harry Vanderspeigle
- Sara Tomko (en) (VF : Audrey Sourdive) : Asta Twelvetrees, l'assistante du médecin de la ville
- Corey Reynolds (VF : Thibaut Lacour (saison 1) puis Serge Faliu (depuis la saison 2)) : Mike Thompson, le shérif de la ville, surnommé « Big Black »
- Alice Wetterlund (VF : Marie Chevalot) : D'arcy Morin, employée du bar de la ville, "Le 59"
- Levi Fiehler (VF : Tony Marot) : Ben Hawthorne, le maire de la ville
- Judah Prehn (VF : Cindy Lemineur) : Max Hawthorne, le fils du maire de la ville qui voit Harry tel qu'il est vraiment
- Elizabeth Bowen (VF : Karine Foviau) : la shérif adjointe Liv (Olivia) Baker (saisons 2 à 4, récurrente saison 1)
- Meredith Garretson (en) (VF : Laura Préjean) : Kate Hawthorne, l'épouse du maire et enseignante (saison 4, récurrente saisons 1 à 3)

### Acteurs récurrents
- Ben Cotton (VF : Raphaël Cohen) : Jimmy (saison 1, invité saisons 2 et 4)
- Kaylayla Raine (VF : Valérie Bescht) : Jay
- Deborah Finkel (VF : Delphine Saley) : Abigail Hodges (saisons 1 et 2)
- Gary Farmer (VF : Richard Leroussel) : Dan Twelvetrees
- Mandell Maughan (en) (VF : Flora Brunier) : Lisa Casper (saisons 1 et 2)
- Alex Barima (VF : Mike Fédée) : David Logan (saisons 1 à 3, invité saison 4)
- Jenna Lamia (VF : Nathalie Gazdik) : Judy Cooper
- Sarah Podemski (en) : Kayla
- Diana Bang (en) (VF : Angèle Humeau) : l'infirmière Ellen
- Elvy Yost (VF : Pamela Ravassard) : Isabelle Vanderspeigle (saison 1, invitée saison 3)
- Gracelyn Awad Rinke (VF : Charlotte Hennequin) : Sahar
- Linda Hamilton (VF : Véronique Augereau) : le Général McCallister (saisons 1 à 3, invitée saison 4)
- Michael Cassidy (VF : Alexis Victor) : Dr Ethan Stone (saison 1, invité saisons 2 et 4)
- Alvin Sanders (VF : Philippe Dumond) : Lewis Thompson (saison 2, invité saisons 1 et 4)
- Trevor Carroll : John Baker (saisons 2 et 4, invité saisons 1 et 3)
- Terry O'Quinn (VF : Michel Voletti) : Peter Bach (saisons 2 à 4, invité saison 1)
- Justin Rain (en) : Elliot (saison 2, invité saison 3)
- Paul Piaskowski : Robert Hutchins (saisons 2 et 4, invité saison 3)
- Enver Gjokaj : Joseph Rainier (saisons 2 et 3, invité saison 4)
- Nicola Correia-Damude : Detective Lena Torres (saisons 2 à 4)
- Kesler Talbot (saison 2), puis Andrea Geones (saisons 3 et 4) : Bridget
- Edi Patterson (en) : "Heather" (saison 3, invitée saison 4)
- Jewel Staite : Jules Gardner (saison 4)

### Invités
- Nathan Fillion (VF : Michaël Aragones) : la pieuvre dans le restaurant (voix) (saison 1 et 2)
- Jan Bos : Dr. Sam Hodges (saisons 1 et 2)
- Giorgio A. Tsoukalos (VF : Igor Chometowski) : lui-même (saisons 1 et 2)
- Grace Dove (en) : Sunny (saisons 2 et 4)
- David Lewis : Mitch Green (saison 2)
- Alex Borstein : Carlyn (saison 2)
- Lini Evans (en) : Bethany Bloom (saisons 2 et 3)
- Barclay Hope : Gerald Bloom (saisons 2 et 3)
- Taylor Blackwell : Liza Vanderspeigle (saisons 2 à 4)
- Maxim Roy : Violinda Darvell (saison 2)
- Karina Logue : Mary-Ellen Taylor (saisons 2 et 3)
- Rachel Colwell : Lieutenant Hill (saisons 2 à 4)
- Hwaa Hawk : Leo / Bishop (saisons 3 et 4)
- Grace Sunar : Mari (saison 3)
- Mary Walsh : Patty Baker (saison 3)
- Erin Karpluk : Dr. Wendy Beasley (saison 3)
- Peter Hogan : Mr. Hogan (saison 3)
- Casey Camp-Horinek : Lona (saison 4)
- Jed Rees (en) : Sedrick (saison 4)
- David Nykl : Gary (saison 4)
- Stephen Root : Ed, le père d'Harry (saison 4)

 Source et légende : version française (VF) sur RS Doublage et DSD

## Production
Le 17 mars 2021, la série est renouvelée pour une deuxième saison.
En juillet 2022, la série est renouvelée pour une troisième saison.
Le 18 juin 2024, la série est renouvelée pour une quatrième saison, et qui sera diffusée à la fois en 2025 sur SyFy et sur USA Network.
Le 24 juillet 2025, la série n'est pas renouvelée et se termine avec la quatrième saison.

### Tournage
Le tournage a lieu à Vancouver au Canada ainsi que dans la petite ville de Ladysmith, entre le 25 novembre 2019 et le 24 mars 2020.

### Fiche technique
Sauf indication contraire, les informations mentionnées dans cette section peuvent être confirmées par la base de données cinématographiques IMDb,  présente dans la section « Liens externes ».
- Titre original et français : Resident Alien (traduction littéraire : L'alien résident / L'étranger résident)
- Création : Chris Sheridan, d'après le comic du même titre de Peter Hogan et Steve Parkhouse
- Réalisation : Jay Chandrasekhar, Robert Duncan McNeill, Jennifer Phang, Shannon Kohli et David Dobkin
- Scénario : Emily Eslami, Jeffrey Nieves et Chris Sheridan ; Sarah Beckett, Elias Benavidez, Tazbah Chavez, Peter Hogan et Steven Parkhouse
- Musique : Noah Sorota
- Direction artistique : Clyde Klotz et Mark Stope
- Décors : Michael Joy
- Costumes : Cynthia Ann Summers et Angelina Kekich
- Photographie : Scott Williams et Shane Hurlbut
- Montage : Andrew Seklir, Adam Bluming, Erin Druez et Seagan Ngai
- Casting : Nicole Abellera et Jeanne McCarthy
- Production : Chris Sheridan, Njeri Brown et Brian Leslie Parker
  - Coproduction : Todd Leykamp, Jamie Neese et Jason Neese
  - Production déléguée : Justin Falvey, Darryl Frank, Keith Goldberg, Mike Richardson, Robert Duncan McNeill et David Dobkin
  - Coproduction déléguée : Nastaran Dibai, Robert Petrovicz et Christian Taylor
- Sociétés de production : Jocko Productions, Universal Content Productions, Dark Horse Entertainment et Amblin Television
- Sociétés de distribution : Syfy (États-Unis) ; Syfy (France)
- Pays d'origine :  États-Unis
- Langue originale : anglais
- Format : couleur
- Genre : science-fiction ; comédie dramatique à énigme
- Nombre de saisons : 4
- Nombre d'épisodes : 44
- Durée : 45 minutes
- Dates de première diffusion :
  - États-Unis : 27 janvier 2021 sur Syfy
  - France : 25 février 2021 sur Syfy

## Épisodes
| Saisons | Saisons | Nombre d'épisodes | Diffusion originale | Diffusion originale | Diffuseur          |
| Saisons | Saisons | Nombre d'épisodes | Début de saison     | Fin de saison       | Diffuseur          |
| ------- | ------- | ----------------- | ------------------- | ------------------- | ------------------ |
|         | 1       | 10                | 27 janvier 2021     | 31 mars 2021        | Syfy               |
|         | 2       | 16                | 26 janvier 2022     | 28 septembre 2022   | Syfy               |
|         | 3       | 8                 | 14 février 2024     | 3 avril 2024        | Syfy               |
|         | 4       | 10                | 6 juin 2025         | 8 août 2025         | Syfy & USA Network |

### Première saison (2021)
1. Bienvenue à Patience (Pilot)
2. Harry téléphone maison (Homesick)
3. Le Pied (Secrets)
4. Qui se ressemble s’assemble (Birds of a Feather)
5. Loin des yeux, près du cœur (Love Language)
6. Concurrence déloyale (Sexy Beast)
7. Tristement humain (The Green Glow)
8. La Fin du monde (End of the World As We Know It)
9. Rencontres d’un autre type (Welcome Aliens)
10. Compte à rebours (Heroes of Patience)

### Deuxième saison (2022)
Cette saison de seize épisodes est diffusée en deux parties de huit épisodes, soit du 26 janvier au 16 mars 2022, puis du 10 août au 28 septembre 2022. En France, elle est diffusée depuis le 24 mars 2022 sur Syfy (France).
1. Question de mémoire (Old Friends)
2. Sur écoute (The Wire)
3. Girls' Night (Girls' Night)
4. Radio Harry (Radio Harry)
5. La Fête de la famille (Family Day)
6. Un alien à New York (An Alien in New York)
7. Bye-bye New York (Escape from New York)
8. Anniversaire surprise (Alien Dinner Party)
9. Autopsie (Autopsy)
10. Le Fantôme de Bobby Smallwood (The Ghost of Bobby Smallwood)
11. Le Fardeau (The Weight)
12. L'Alien interne (The Alien Within)
13. Être parent (Harry, a Parent)
14. Le Chat & la souris (Cat and Mouse)
15. Meilleurs ennemis (Best of Enemies)
16. Je crois aux aliens (I Believe in Aliens)

### Troisième saison (2024)
Une troisième saison est annoncée le 21 juillet 2022 et contient huit épisodes. Elle est diffusée du 14 février au 3 avril 2024 sur Syfy (USA) et en France à partir du 3 septembre 2024 sur Syfy et Universal+.
1. Le Loup solitaire (Lone Wolf)
2. Prendre le dessus (The Upper Hand)
3. 141 Secondes (141 Seconds)
4. La Grippe aviaire (Avian Flu)
5. Les Tourtereaux (Lovebird)
6. Adieu, oiseau de mon cœur (Bye Bye Birdie)
7. Mon bébé est de retour (Here Comes My Baby)
8. Retour à la maison (Homecoming)

### Quatrième saison (2025)
Elle est diffusée du 6 juin 2025 sur Syfy et USA Network simultanément, jusqu'au 8 août 2025 et contient dix épisodes.
1. Titre français inconnu (Prisoners)
2. Titre français inconnu (The Lonely Man)
3. Titre français inconnu (Ties That Bind)
4. Titre français inconnu (Truth Hurts)
5. Titre français inconnu (The Human Condition)
6. Titre français inconnu (Soul Providers)
7. Titre français inconnu (Daddy Issues)
8. Titre français inconnu (Mine Town)
9. Titre français inconnu (Tunnel Vision)
10. Titre français inconnu (The End Is Here)

## Accueil critique et audiences
| Saison | Saison | Nombre d'épisodes | Diffusion aux États-Unis | Diffusion aux États-Unis | Audiences SYFY et USA Network (en millions) | Audiences SYFY et USA Network (en millions) | Audiences SYFY et USA Network (en millions) |
| Saison | Saison | Nombre d'épisodes | Début de saison          | Fin de saison            | Première                                    | Finale                                      |                                             |
| ------ | ------ | ----------------- | ------------------------ | ------------------------ | ------------------------------------------- | ------------------------------------------- | ------------------------------------------- |
|        | 1      | 10                | 27 janvier 2021          | 31 mars 2021             | 1.08                                        | 1.14                                        |                                             |
|        | 2      | 16                | 26 janvier 2022          | 28 septembre 2022        | 1.36                                        | 0.55                                        |                                             |
|        | 3      | 8                 | 14 février 2024          | 3 avril 2024             | 0.47                                        | 0.62                                        |                                             |
|        | 4      | 10                | 6 juin 2025              | 8 août 2025              | 0.35                                        | 0.36                                        |                                             |